# Gle Alue Aphan
Gle Alue Aphan är en kulle i Indonesien.   Den ligger i provinsen Aceh, i den västra delen av landet, 1 800 km nordväst om huvudstaden Jakarta. Toppen på Gle Alue Aphan är 146 meter över havet, eller 75 meter över den omgivande terrängen. Bredden vid basen är 1,00 km.
Terrängen runt Gle Alue Aphan är kuperad åt nordost, men åt sydväst är den platt.Runt Gle Alue Aphan är det glesbefolkat, med 18 invånare per kvadratkilometer. I omgivningarna runt Gle Alue Aphan växer i huvudsak städsegrön lövskog.